# Gonaxia robusta
Gonaxia robusta är en nässeldjursart som beskrevs av Vervoort 1993. Gonaxia robusta ingår i släktet Gonaxia och familjen Sertulariidae. Inga underarter finns listade i Catalogue of Life.